# Solar del Conde de Porto Alegre
El Solar del Conde de Porto Alegre es un edificio histórico ubicado en la rúa General Canabarro en el centro histórico de la ciudad de Porto Alegre, Brasil.
Fue construido alrededor de 1830 como residencia del comendador Israel Soares de Paiva, tío y tutor de la Condesa de Porto Alegre, Bernardina Soares de Paiva, quien lo recibió como regalo de matrimonio. Ella fue la segunda esposa del conde de Porto Alegre. Perteneció a la familia hasta 1932 cuando fue vendido al gobierno del estado de Río Grande del Sur. En 1933 fue utilizado como Cuartel General del Cuerpo Policial "Ratos Brancos" y posteriormente como Cuartel General de la Guardia Civil, Jefatura de Policía, Instituto Médico Legal y centro de represión durante la dictadura. Fue sede de la Dirección de Tránsito de la Policía y hoy es la sede del departamento de Río Grande del Sur del Instituto de Arquitectos de Brasil. Fue declarado patrimonio histórico por el municipio en 1998.

## Arquitectura
Originalmente tenía características de estilo colonial portugués, con aberturas en arco deprimido, tejas y una cámara en el centro de la fachada, mezcladas con el neoclasicismo típico del período imperial, con platabandas y pilastras en la fachada. En 1933 sufrió una reforma que suprimió las cámaras y regularizó los vanos con dinteles rectos, entre otras intervenciones.
Tiene una superficie total de 921 metros cuadrados, con una superficie construida de 761,34 metros cuadrados. En la planta baja hay un vestíbulo central que comunica dos alas, una al este y otra al oeste, con habitaciones. La planta superior tiene planta rectangular con balcones con antepechos de hierro. Las paredes son de ladrillos morteros de cal, arena y arcilla con restos de conchas.